# Markvartická pahorkatina
Markvartická pahorkatina je geomorfologický okrsek tvořící součást Brtnické vrchoviny. Pahorkatina leží na rozvodí řek Jihlavy a Dyje. Podloží se skládá z rul a migmatitů. Severojižní údolí jsou často v příčném profilu nesouměrná. Povrch tvoří pole, louky a lesy ve složení smrk, borovice, vzácně také buk a jedle.